# Asiatisk Kompagni

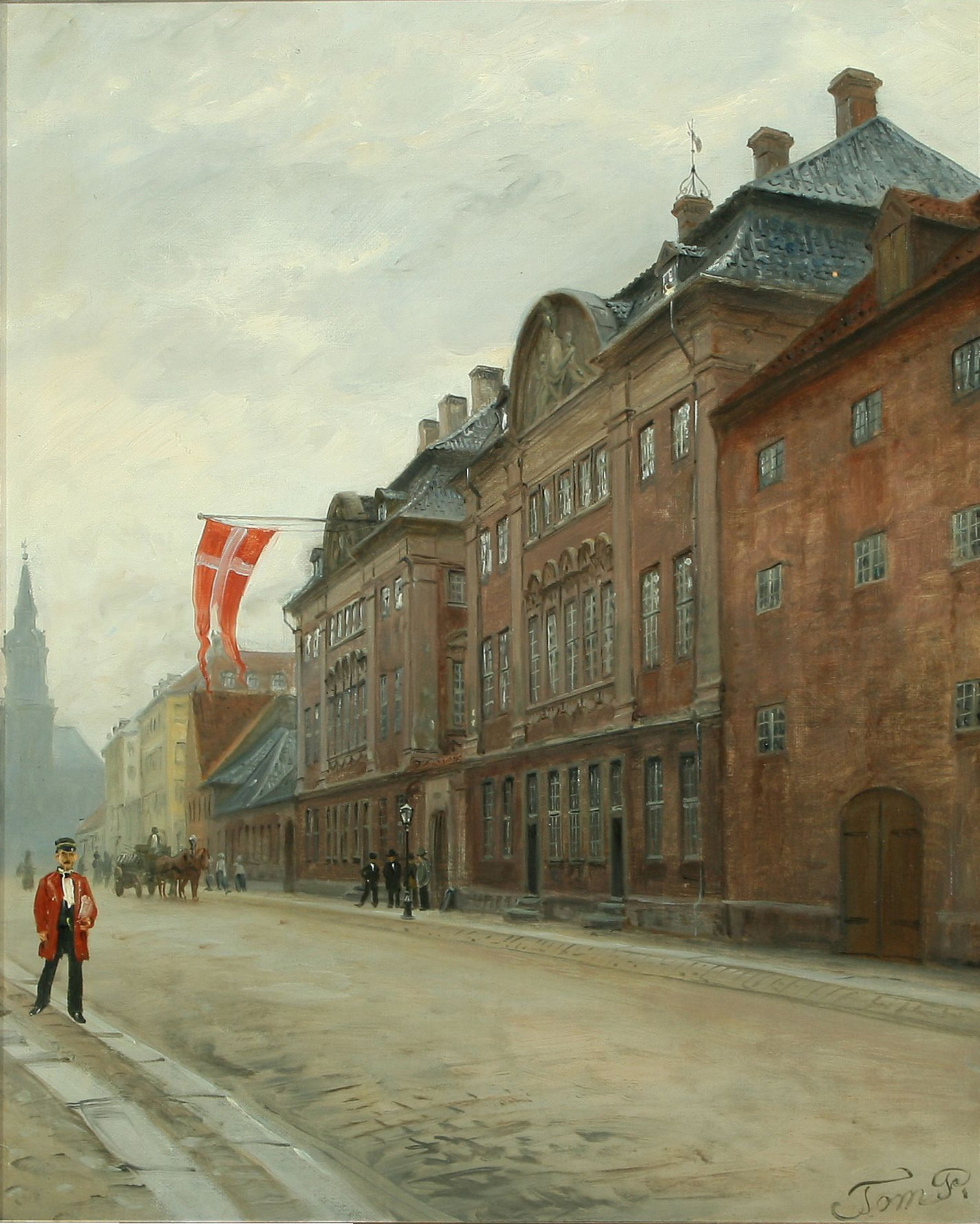
Asiatisk Kompagnis byggnad i Christianshavn

Det Kongelige Octroyerede Danske Asiatiske Kompagni, eller Asiatisk Kompagni, var ett danskt privilegierat handelskompani från 1730-talet till 1840-talet.
Asiatisk Kompagni fick en kunglig oktroj 1732, vilken ersatte en tidigare oktroj till Danska Ostindiska Kompaniet och fick då 40 års monopol på dansk handel med områden öster om Godahoppsudden.
Kompaniet fick ansvar för handel med, och förvaltning av, den danska kolonin Trankebar, och med Trankebar som bas upprättades under 1750-talet en rad stödjepunkter i Indien. I Bengalen upprättades således Frederiksnagore och på Malabarkusten Calicut och College (nuvarande Kolachal).  Kompaniet lade under denna tid ned stora belopp för ryttarstatyn av Fredrik V av Jacques Saly på borggården till Amalienborg.
År 1777 övertog den danska staten territorierna och verksamheten i Ostindien, sedan handeln liberaliserats. Asiatisk Kompagni fortsatte som handelskompagni med handel med Kina, efter 1772 med danskt monopol, men hade stora förluster under krigen mot England  1807-14 under Napoleonkrigen och avvecklades i omgångar för att slutligen likvideras 1843-45.
Asiatisk Kompagnis huvudkontor låg på Strandgade i Christianshavn i en byggnad som uppfördes av Philip de Lange, en byggnad som idag används av det danska utrikesministeriet.